# George Mitchell (acteur)
Pour les articles homonymes, voir Mitchell et George Mitchell.
George Mitchell est un acteur américain, né le 21 février 1905 à Larchmont (État de New York), mort le 18 janvier 1972 à Washington (district de Columbia).

## Biographie
Au théâtre, George Mitchell joue notamment à Broadway (New York), où il débute en 1942 dans l'opérette La Veuve joyeuse de Franz Lehár. Durant les années 1940, s'ajoutent deux opérettes de Sigmund Romberg, dont The New Moon (en) (1942, avec Gene Barry et Hope Emerson, puis 1944).
Toujours à Broadway, il se produit aussi dans six pièces, la première représentée en 1943, la dernière en 1969-1970. Mentionnons Goodbye, My Fancy de Fay Kanin (1948-1949, avec Madeleine Carroll et Conrad Nagel), Désir sous les ormes d'Eugene O'Neill (1952, avec Jocelyn Brando et Karl Malden) et Les Sorcières de Salem d'Arthur Miller (1953, avec Arthur Kennedy et Walter Hampden).
Au cinéma, il contribue à dix-neuf films américains, le premier sorti en 1935. Suivent entre autres Captain Eddie de Lloyd Bacon (son troisième film, 1945, avec Fred MacMurray et Lynn Bari), le western 3 h 10 pour Yuma de Delmer Daves (1957, avec Van Heflin et Glenn Ford) et La Reine du Colorado de Charles Walters (1964, avec Debbie Reynolds et Harve Presnell).
Ses deux derniers films sortent en 1971, dont Le Mystère Andromède de Robert Wise (avec Arthur Hill et David Wayne). Il meurt l'année suivante (1972) à 66 ans.
Pour la télévision américaine, exceptés deux téléfilms diffusés respectivement en 1956 et 1973 — donc après son décès —, George Mitchell collabore surtout à quatre-vingt-une séries (notamment dans le domaine du western) entre 1949 et 1971, dont Les Aventuriers du Far West (cinq épisodes, 1953-1964), La Quatrième Dimension (quatre épisodes, 1960-1963) et Bonanza (trois épisodes, 1960-1968).

## Théâtre à Broadway (intégrale)
(pièces, sauf mention contraire)
- 1942 : La Veuve joyeuse (The Merry Widow), opérette, musique de Franz Lehár, livret original de Victor Léon et Leo Stein adapté par Adrian Ross : Cascada
- 1942 : The New Moon (en), opérette, musique de Sigmund Romberg, lyrics et livret d'Oscar Hammerstein II, Frank Mandel et Laurence Schwab : Jacques
- 1943 : The Patriots (en) de Sidney S. Kingsley (en) : Ned
- 1943 : Blossom Time, opérette, musique originale et adaptée de Sigmund Romberg (d'après des mélodies de Franz Schubert), lyrics et livret de Dorothy Donnelly : Von Schwind
- 1944 : The New Moon, opérette précitée, reprise : Capitaine Paul Duval
- 1948-1949 : Goodbye, My Fancy de Fay Kanin, mise en scène de Sam Wanamaker : Dr Pitt[1]
- 1950 : The Day After Tomorrow de (et mise en scène par) Frederick Lonsdale : Dr Shaw
- 1952 : Désir sous les ormes (Desire Under the Elms) d'Eugene O'Neill : Pierre Cabot[2]
- 1953 : Les Sorcières de Salem (The Crucible) d'Arthur Miller : John Willard[3]
- 1969-1970 : Indians d'Arthur Kopit, décors d'Oliver Smith : le chef Joseph

## Filmographie partielle

### Cinéma
- 1945 : Capitaine Eddie (Captain Eddie) de Lloyd Bacon : Lieutenant Johnny De Angelis
- 1955 : The Phenix City Story de Phil Karlson : Hugh Britton
- 1957 : 3 h 10 pour Yuma (3:10 to Yuma) de Delmer Daves : le barman
- 1959 : Le Bagarreur solitaire (The Wild and the Innocent) de Jack Sher : Oncle Lije Hawks
- 1962 : Un direct au cœur (Kid Galahad) de Phil Karlson : Harry Sperling
- 1962 : Le Prisonnier d'Alcatraz (Birdman of Alcatraz) de John Frankenheimer : le père Matthieu
- 1963 : Le Motel du crime (Twilight of Honor) de Boris Sagal : le procureur de district Paul Farish
- 1964 : La Reine du Colorado (The Unsinkable Molly Brown) de Charles Walters : Monseigneur Ryan
- 1966 : L'Ouragan de la vengeance (Ride in the Whirlwind) de Monte Hellman : Evan
- 1966 : Nevada Smith d'Henry Hathaway : le caissier
- 1967 : Une sacrée fripouille (The Flim-Flam Man) d'Irvin Kershner : Tetter
- 1969 : Les Sentiers de la violence (The Learning Tree) de Gordon Parks : Jake Kiner
- 1971 : Le Mystère Andromède (The Andromeda Strain) de Robert Wise : Jackson
- 1971 : Macadam à deux voies (Two-Lane Blacktop) de Monte Hellman : un conducteur de camionnette sur l'accident

### Télévision
(séries, sauf mention contraire)
- 1953-1964 : Les Aventuriers du Far West (Death Valley Days)
  - Saison 2, épisode 7 One in a Hundred (1953) de Stuart E. McGowan : Sam Dorrance
  - Saison 8, épisode 5 Fair Exchange (1959) : Charlie Stoner
  - Saison 11, épisode 9 Davy's Friend (1962) de Tay Garnett : John McAllister
  - Saison 12, épisode 9 Three Minutes to Eternity (1963 - le marshal Charlie Connelly) d'Harmon Jones et épisode 12 Little Cayuse (1964 - Gillis) de Tay Garnett
- 1954 : Inner Sanctum
  - Saison unique, épisode 28 Au cœur de la nuit (Dark of the Night) : un policier
- 1958 : Peter Gunn
  - Saison 1, épisode 11 Death House Testament de Blake Edwards : Whitey Collins
- 1959 : Sugarfoot
  - Saison 2, épisode 9 The Desperadoes : Baskam
- 1959-1960 : One Step Beyond
  - Saison 2, épisode 1 Illusion (Delusion, 1959) de John Newland : M. Wizinski
  - Saison 3, épisode 5 Sally (If You See Sally, 1960) de John Newland : « Pa » Ellis
- 1959-1960 : Gunsmoke ou Police des plaines (Gunsmoke ou Marshal Dillon)
  - Saison 5, épisode 6 Annie Oakley (1959) de Jesse Hibbs : Jeff
  - Saison 6, épisode 10 Distant Drummer (1960) d'Arthur Hiller : Bill Grade
- 1960 : Les Incorruptibles (The Untouchables)
  - Saison 1, épisode 24 L'Histoire de Doreen Manney (The Doreen Maney Story) de Robert Florey : M. Maney
- 1960 : Alfred Hitchcock présente (Alfred Hitchcock Presents)
  - Saison 5, épisode 28 Quarante détectives plus tard (Forty Detectives Later) d'Arthur Hiller : Munro Dean
- 1960 : Échec et mat (Checkmate)
  - Saison 1, épisode 7 Target: Tycoon : Perkins
- 1960-1962 : Laramie
  - Saison 1, épisode 22 Rope of Steel (1960) de Thomas Carr : Charlie Bowden
  - Saison 2, épisode 15 Man from Kansas (1961) de Joseph Kane : August Willoughby
  - Saison 3, épisode 24 Justice in a Hurry (1962) de Joseph Kane : le juge
- 1960-1963 : Perry Mason, première série
  - Saison 3, épisode 19 The Case of the Bashful Burro (1960) de Robert Ellis Miller : Amos Catledge
  - Saison 6, épisode 16 The Case of Constant Doyle (1963) : le sergent au bureau de police
- 1960-1963 : La Quatrième Dimension (The Twilight Zone)
  - Saison 1, épisode 16 L'Auto-stoppeur (The Hitch-Hiker, 1960 - l'employé de la station-service) d'Alvin Ganzer et épisode 26 Exécution (Execution, 1960 - le vieil homme)
  - Saison 4, épisode 7 Jess-Belle (1963) de Buzz Kulik : Luther Glover
  - Saison 5, épisode 13 Retour en force (Ring-A-Ding Girl, 1963) d'Alan Crosland Jr. : Dr Floyd

- 1960-1968 : Bonanza

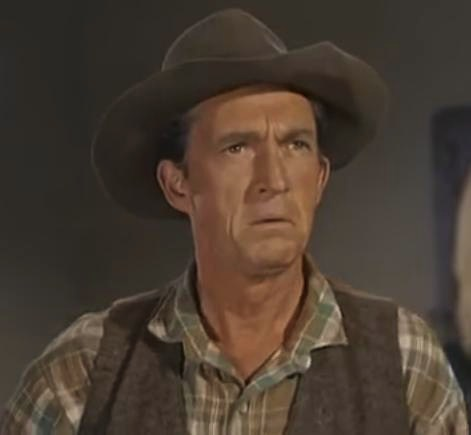
Dans Bonanza, épisode The Gunmen (1960)

  - Saison 1, épisode 19 The Gunmen (1960) de Christian Nyby : Jubal Hadfield
  - Saison 3, épisode 15 Land Grab (1961) : Mike Sullivan
  - Saison 10, épisode 8 Little Girl Lost (1968) : Calvin Dorcas
- 1961 : Aventures dans les îles (Adventures in Paradise)
  - Saison 2, épisode 21 L'Ange de la mort (Angel of Death) de Robert Florey : Dr Monet
- 1961 : Adèle (Hazel)
  - Saison 1, épisode 11 Hazel's Winning Personality de William D. Russell : Zeke
- 1961-1962 : Les Accusés (The Defenders)
  - Saison 1, épisode 2 Killer Instinct (1961 - le juge) de Franklin J. Schaffner et épisode 27 The Laxt Six Months (1962 - le juge Cortland) de David Greene
- 1962-1965 : Suspicion (The Alfred Hitchcock Hour)
  - Saison 1, épisode 9 The Black Curtain (1962 - le droguiste) de Sydney Pollack et épisode 24 The Star Juror (1963 - le juge Higgins) d'Herschel Daugherty
  - Saison 3, épisode 19 Wally the Beard (1965) : Keefer
- 1963-1964 : Le Fugitif (The Fugitive)
  - Saison 1, épisode 2 La Sorcière (The Witch, 1963) : M. Sturgis
  - Saison 2, épisode 14 Le Carnaval du diable (Devil's Carnival, 1964) de James Goldstone : John Petri Alsup
- 1965 : Lassie
  - Saison 11, épisode 28 Lassie and the Swamp Girl de William Beaudine : Huber
- 1965 : Voyage au fond des mers (Voyage to the Bottom of the Sea)
  - Saison 1, épisode 30 Le Secret du Loch Ness (The Secret of the Loch) de Sobey Martin : Angus
- 1965 : Match contre la vie (Run for Your Life)
  - Saison 1, épisode 4 Never Pick Up a Stranger de Leslie H. Martinson : le procureur de district Joseph Wagner
- 1966 : Au cœur du temps (The Time Tunnel)
  - Saison unique, épisode 8 Massacre : Sitting Bull
- 1966 : Ma sorcière bien-aimée (Bewitched)
  - Saison 3, épisode 16 La Course de boîtes à savon (Soapbox Derby) : le présentateur
- 1966-1967 : Daktari
  - Saison 1, épisode 9 Prince (The Killer Dog, 1966) de Paul Landres : Hans Diertle
  - Saison 2, épisode 27 Judy et le Vautour (Judy and the Vulture, 1967) de Paul Landres : Jonathan Smythe
- 1966-1971 : Le Virginien (The Virginian)
  - Saison 4, épisode 21 Morgan Starr (1966) : Noah MacMillan
  - Saison 9, épisode 24 Jump-Up (1971) : Howard Stanton
- 1969 : Madame et son fantôme (The Ghost and Mrs. Muir)
  - Saison 2, épisode 2 Centennial de Jay Sandrich : Jonah Applewhite
- 1971 : The Bold Ones: The Senator
  - Saison unique, épisode 7 George Washington Told a Lie de Daryl Duke : le sénateur Runnick
- 1973 : À pleins chargeurs (Honor Thy Father) de Paul Wendkos (téléfilm) : Mitchell